# Cichonóżka bura
Cichonóżka bura (Aphonopelma gabeli) – gatunek pająka z rodziny ptasznikowatych (Theraphosidae), zamieszkującego USA oraz północny Meksyk. Aktywny nocą. Nie znajduje się na liście CITES.

## Taksonomia
Gatunek ten po raz pierwszy opisał Andrew M. Smith w 1995 roku i umieścił w rodzaju Aphonopelma. Holotyp i paratyp znajdują się w Muzeum Historii Naturalnej w Londynie.